# تری‌کلرید ید
تری‌کلرید ید (به انگلیسی: Iodine trichloride) با فرمول شیمیایی I۲Cl۶ یک ترکیب شیمیایی با شناسه پاب‌کم ۷۰۰۷۶ است. که جرم مولی آن 466.5281 g/mol می‌باشد. شکل ظاهری این ترکیب، جامد زرد است.